# Robert Jastrow
Robert Jastrow (Nueva York; 7 de septiembre de 1925 - Condado de Arlington; 8 de febrero de 2008) fue un científico estadounidense. Trabajó en el campo de la astronomía, geología y cosmología. Es autor de numerosas obras de divulgación. En el año 1961 fundó el Instituto Goddard para Estudios Espaciales de la NASA.
También fue director emérito del Observatorio de Monte Wilson y profesor en la Universidad de Columbia, en la que obtuvo el doctorado en física teórica.
Albert Einstein defendía el modelo estático del universo en la primera mitad del siglo XX, aunque al parecer después de analizar los estudios de Edwin Hubble daba cierta razón al modelo del universo en expansión tras un inicio. Jastrow defendió el modelo oscilatorio (expansión y contracción sin cesar), pero tras 15 años en el proyecto obtuvo resultados diferentes, concluyendo que el modelo abierto (universo en expansión) era "probablemente correcto", esto lo publicó el 25 de junio de 1978 en el New York Times.
Notables independientes publicaron confirmaciones teóricas del modelo abierto del universo según Jastrow: James Trefil en 1983, físico de la Universidad de Virginia; en 1986: John Barrow, astrónomo de la Universidad de Sussex, Frank Tipler, físico y matemático de la Universidad de Tulane. También John Mather, Ruth Daly, Erick Guerra y Lin Wan de la Universidad de Princeton en 1998.

## Cambio climático
Jastrow junto con Fred Seitz y William Nierenberg fundaron el George C. Marshall Institute para discutir con los científicos que se oponían al plan Guerras de las Galaxias de Reagan, reclamando a la prensa que a ellos se les concediera igual cantidad de espacio para argumentar su caso a favor. Posteriormente el instituto sostuvo que el tabaco no tenía ningún efecto, que la lluvia ácida no era causada por las emisiones humanas, que el ozono era consumido por los CFCs, que los pesticidas no eran peligrosos para el medio ambiente y fueron críticos con la posición de consenso sobre el calentamiento antropogénico global. Jastrow reconoció que la Tierra estaba experimentando una tendencia de calentamiento, pero sostuvo que era probable que la causa de ello fuera la variación natural.

## Obras
- El telar mágico (The Enchanted Loom), Salvat, 1993, ISBN 978-84-345-8897-4
- Exploración en el espacio, RBA, 1993, ISBN 978-84-473-0230-7
- Gigantes rojas y enanas blancas
- Hasta que el sol muera
- God and the Astronomers (Dios y los astrónomos), Nueva York, 1978